# Bruno Laws
Bruno Laws (* 29. Januar 1901 in Berlin; † 14. Januar 1949 ebenda) war ein deutscher Politiker (SPD).
Bruno Laws war Expedient. Er trat schon während der Weimarer Republik der SPD und dem Reichsbanner Schwarz-Rot-Gold bei. Nach dem Zweiten Weltkrieg wurde er 1945 politischer Sekretär der SPD Berlin. Bei der ersten Berliner Wahl 1946 wurde er in die Bezirksverordnetenversammlung (BVV) im Bezirk Friedrichshain gewählt. Bei der folgenden Wahl 1948 wurde Laws zwar in die Stadtverordnetenversammlung von Groß-Berlin gewählt, doch am Tag der Konstituierenden Sitzung der Stadtverordnetenversammlung starb er. Seine Nachrückerin wurde daraufhin Hildegard Marx.